# UFC 70
UFC 70: Nations Collide fue un evento de artes marciales mixtas celebrado por Ultimate Fighting Championship el 21 de abril de 2007 en el Manchester Evening News Arena, en Manchester, Reino Unido.

## Historia
UFC 70 fue el primer evento celebrado en Mánchester el sábado 21 de abril de 2007. El primer evento de UFC en el Reino Unido fue UFC 38: Brawl at the Hall el 13 de julio de 2002. UFC 70 fue también el séptimo evento de UFC celebrado fuera de los Estados Unidos, y el primero desde UFC 38.

## Resultados
| Tarjeta principal  | Tarjeta principal | Tarjeta principal | Tarjeta principal     | Tarjeta principal                        | Tarjeta principal | Tarjeta principal | Tarjeta principal |
| Categoría          |                   |                   |                       | Método                                   | Ronda             | Tiempo            | Notas             |
| ------------------ | ----------------- | ----------------- | --------------------- | ---------------------------------------- | ----------------- | ----------------- | ----------------- |
| Peso pesado        | Gabriel Gonzaga   | derr.             | Mirko Filipović       | KO (patada a la cabeza)                  | 1                 | 4:51              |                   |
| Peso pesado        | Andrei Arlovski   | derr.             | Fabricio Werdum       | Decisión (unánime) (30–27, 30–27, 30–27) | 3                 | 5:00              |                   |
| Peso semipesado    | Michael Bisping   | derr.             | Elvis Sinosic         | TKO (golpes)                             | 2                 | 1:40              |                   |
| Peso semipesado    | Lyoto Machida     | derr.             | David Heath           | Decisión (unánime) (30–27, 30–26, 30–27) | 3                 | 5:00              |                   |
| Peso pesado        | Cheick Kongo      | derr.             | Assuerio Silva        | Decisión (mayoría) (29–28, 29–28, 28–28) | 3                 | 5:00              |                   |
| Tarjeta preliminar |                   |                   |                       |                                          |                   |                   |                   |
| Peso ligero        | Terry Etim        | derr.             | Matt Grice            | Sumisión (guillotine choke)              | 1                 | 4:45              |                   |
| Peso ligero        | Junior Assuncao   | derr.             | David Lee             | Sumisión (rear naked choke)              | 2                 | 1:55              |                   |
| Peso semipesado    | Alessio Sakara    | derr.             | Victor Valimaki       | TKO (golpes)                             | 1                 | 1:44              |                   |
| Peso wélter        | Jess Liaudin      | derr.             | Dennis Siver          | Sumisión (armbar)                        | 1                 | 1:19              |                   |
| Peso wélter        | Paul Taylor       | derr.             | Edilberto de Oliveira | TKO (golpes)                             | 3                 | 0:37              |                   |

## Premios extra
Cada peleador recibió un bono de $30,000.
- Pelea de la Noche: Michael Bisping vs. Elvis Sinosic
- KO de la Noche: Gabriel Gonzaga
- Sumisión de la Noche: Terry Etim